# Самтредо
Самтредо (груз. სამტრედო) — село в Грузії.
За даними перепису населення 2014 року в селі проживає 517 осіб.